# Stenoza zvukovoda
Stenoza zvukovoda blaža je anomalija u koje je zvukovod sužen, ali je još uvijek prohodan.